# Point of View International
Point of View International (POV) er et dansk netmedie, der finansieres af abonnementssalg, frivillig læserstøtte, statslig mediestøtte og artikler betalt af private virksomheder.

## Historie
Point of View International blev stiftet 1. februar 2016 af Annegrethe Rasmussen, Morten Bay og Signe Wenneberg. Mediet blev drevet igennem et interessentskab, der blev opløst med udgangen af 2017 og erstattet af en frivillig forening.

## Indhold
POV udgiver artikler hvor journalister, eksperter og en lang række frivillige bidrager med redigerede artikler om de emner, der har deres interesse. Der er en gruppe faste skribenter tilknyttet, ligesom gæsteskribenter også bidrager. POV er tilmeldt Pressenævnet, men alle skribenter skriver i eget navn. Den ansvarshavende chefredaktør er ansvarlig overfor Pressenævnet. 

## Udbredelse
Point of View International udkommer dagligt på sin hjemmeside, og indlæggene deles på en tilknyttet Facebookside, der pr. 1. august 2020 har godt 55.000 følgere. Mediet har 300.000 sidevisninger om måneden. Desuden udgiver Point of View International Ugebrevet POV Weekend - et digitalt nyhedsmagasin, man kan tilmelde sig og som udkommer hver fredag. POV udgives også på Instagram, Twitter og LinkedIn.